# Vulcan (Alberta)
Pour les articles homonymes, voir Vulcan.
Vulcan est une ville (town) du Comté de Vulcan, située dans la province canadienne d'Alberta.

## Démographie
En tant que localité désignée dans le recensement de 2011, Vulcan a une population de 1 836 habitants dans 768 de ses 865 logements, soit une variation de -5,4 % avec la population de 2006. Avec une superficie de 6,580 7 km2, la ville possède une densité de population de 278,99 hab/km2 en 2011.
Concernant le recensement de 2006, Vulcan abritait 1 940 habitants dans 769 de ses 814 logements. Avec une superficie de 6,58 km2, la ville possédait une densité de population de 294,8 hab/km2 en 2006.
| 2001  | 2006  | 2011  | 2016  |
| ----- | ----- | ----- | ----- |
| 1 762 | 1 940 | 1 836 | 1 917 |

## Société
Personnalités
- Howard Dirks (1938-2018), ministre provincial en Colombie-Britannique et maire de Vulcan